# Le Genest-Saint-Isle

Le Genest-Saint-Isle este o comună în departamentul Mayenne, Franța. În 2009 avea o populație de 2,024 de locuitori.